# Mercado de Carcagente
El mercado de Carcagente se encuentra situado en la plaza de Miguel Paredes número 1, en el municipio de Carcagente (Valencia), España.

## Edificio
Es obra del arquitecto municipal de Carcagente, Alfredo Burguera Dolz de Castellar. Su estilo es un modernismo valenciano tardío, situado ya fuera de su tiempo, con influencias del Mercado Central de Valencia.
El 2 de diciembre de 1925 el ayuntamiento aprobó la ejecución de un importante plan de reformas que incluía la edificación del nuevo mercado público. Las obras no comenzarian hasta el año 1932. Fue inaugurado en 1934. 
Consta de una amplia nave central con naves en los laterales de menores dimensiones y ventanales que aportan luz y ventilación al interior. En su construcción se empleó el ladrillo caravista. La ornamentación de la fachada cuenta con baldosas cerámicas azules. El edificio está coronado por el escudo del municipio. Se encuentra elevado para evitar inundaciones.